# Taher Elgamal

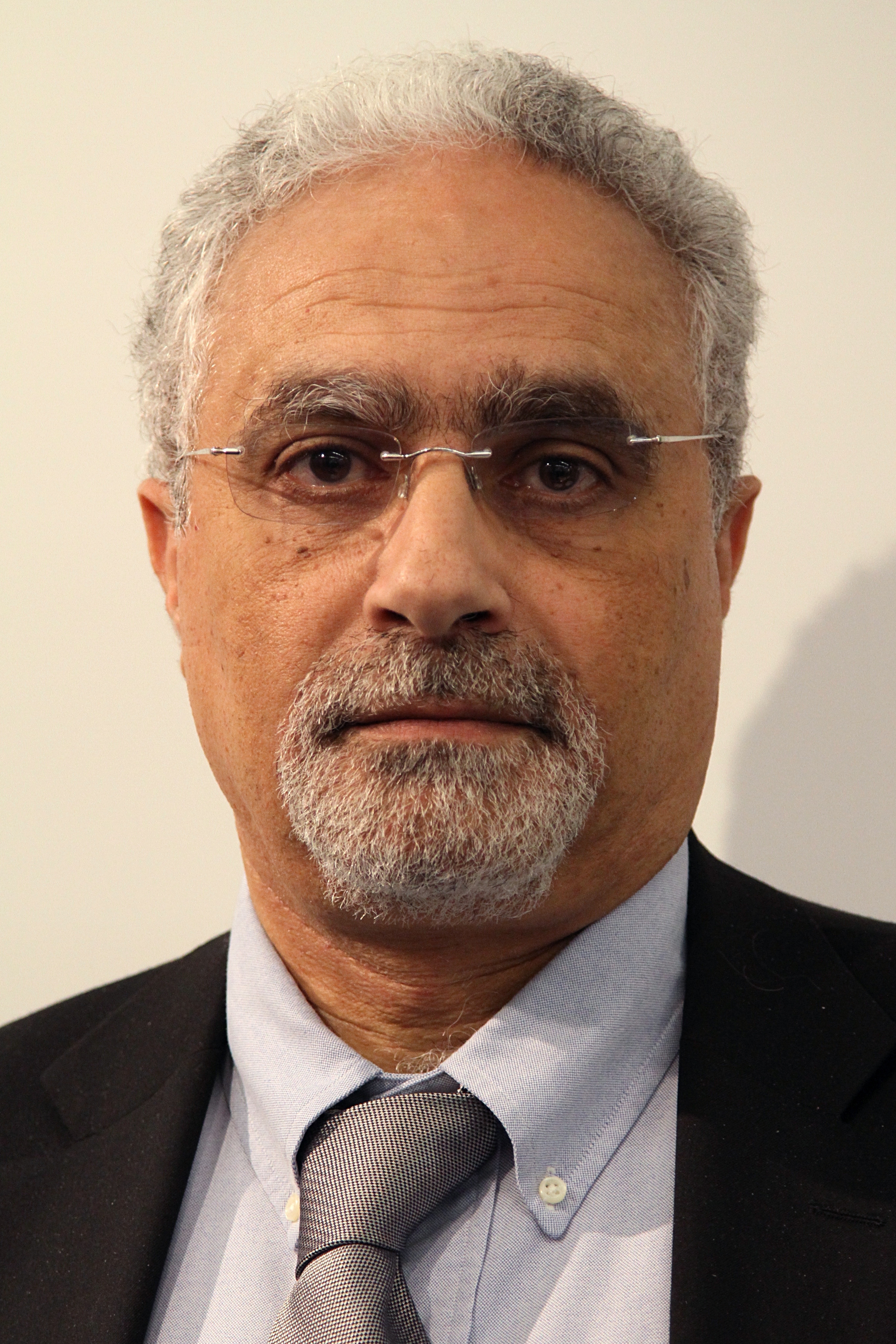
Taher Elgamal (2010).

Dr Taher Elgamal (arabiska: طاهر الجمل), född 18 augusti 1955, är en egyptisk-amerikansk kryptograf. Hans efternamn skrivs ofta El Gamal eller ElGamal, men han själv stavar det "Elgamal".
År 1985 gav Elgamal ut en vetenskaplig artikel med namnet A Public key Cryptosystem and A Signature Scheme based on discrete Logarithms, där han föreslog designen på ElGamal-krypteringen och ElGamalsignatursystemet. Det senare lade grunden för DSA-algoritmen som togs upp av National Institute of Standards and Technology (NIST) som en standard för digitala signaturer. Elgamal deltog även i utvecklingen av SET, som är ett protokoll för betalning med kreditkort, samt några andra betalningssystem för Internetanvändning.
Elgamal har en bachelor of sciene-examen från Kairos universitet samt en master of science och doktorsexamen i elektroteknik från Stanford University. Han arbetade som chief scientist på Netscape Communications mellan 1995 och 1998 där han var den drivande kraften bakom utvecklingen av SSL. Han jobbade även på RSA Security innan han grundade företaget Securify 1998 och blev deras verkställande direktör. När Securify köptes av Kroll-O'Gara blev han ordförande för deras säkerhetsgrupp. År 2008 förvärvades Securify av Secure Computing och är nu en del av McAfee. Elgamal anställdes i februari 2005 av FaceTime Communications (numera Actiance), ett företag som tillhandahåller säkerhetslösningar för snabbmeddelanden och P2P-nätverk.